# ابزار هماهنگ‌ساز

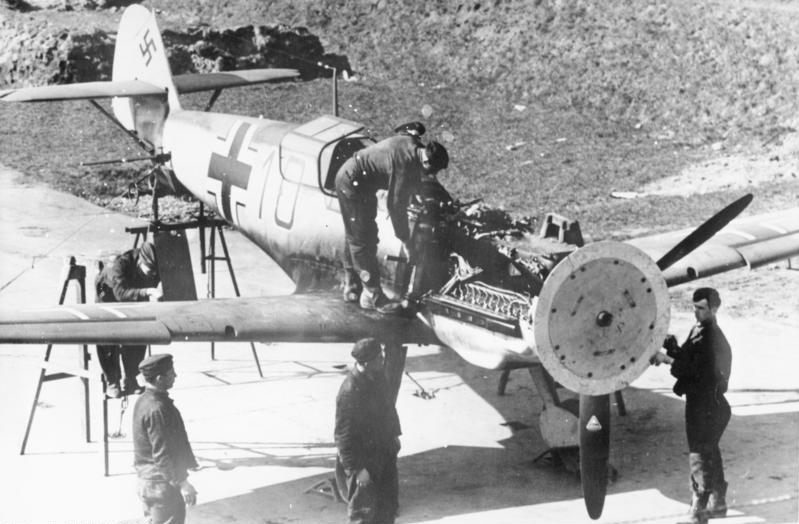
تنظیم ابزار هماهنگ سازی مسرشمیت ب‌اف ۱۰۹ ای (ژانویه ۱۹۴۱). یک دیسک چوبی به پروانه متصل استفاده شده‌است تا مکان عبور فشنگ‌ها از بین آن مشخص شود.

ابزار هماهنگ‌ساز یا هماهنگ‌ساز اسلحه، که گاهی اوقات با دقت کمتر قطع کننده نامیده می‌شود، ابزاری است که در هواپیماهای تک موتوره با پیکربندی کشنده (کشش هواپیما رو به جلو توسط ملخ) به تسلیحات متصل می‌شود تا خلبان بتواند از بین ملخ در حال چرخش بدون اینکه گلوله‌ها به تیغه‌های آن اصابت کند، تیراندازی نماید. در این ایده تسلیحات ثابت مانده و به جای نشانه‌گیری با خود اسلحه، کل هواپیما به سمت هدف نشانه می‌رود.
در این حالت مشکلات عملی زیادی به وجود می‌آید که بیشتر آن‌ها ناشی از ماهیت ذاتی دقت پایین اسلحه خودکار هنگام شلیک، سرعت بسیار زیاد (و متغیر) تیغه‌های ملخ در حال چرخش و سرعت بسیار بالای مورد نیاز برای ابزار هماهنگ‌کننده این دو است.
به دنبال ایده‌های آگوست اویلر که به نظر می‌رسد نخستین کسی بود که پیشنهاد شلیک اسلحه ثابت در جهت پرواز هواپیما را در سال ۱۹۱۰ ارائه کرد، طراحی و آزمایش هماهنگ‌ساز اسلحه در سال‌های ۱۹۱۳ و ۱۹۱۴ در فرانسه و آلمان در حال انجام بود. با این حال اولین ابزار هماهنگ‌ساز عملی که فاصله زیادی با نمونه قابل‌اطمینان نهایی داشت، بر روی جنگنده تک‌باله آیندکر (خود در آلمانی به معنای تک‌باله) نصب شد که در اواسط سال ۱۹۱۵ وارد نیروی هوایی امپراتوری آلمان گردید. موفقیت آیندکر منجر به طراحی ابزارهای متعدد هماهنگ‌ساز اسلحه شد که با ابداع وسیله هیدرولیک کنستانتینسکو در بریتانیا با اطمینان قابل قبول در سال ۱۹۱۷ به اوج خود رسید. تا پایان جنگ جهانی اول مهندسان آلمانی تلاش زیادی برای دستیابی به یک ابزار الکتریکی به جای موارد مکانیکی یا هیدرولیکی جهت ایجاد پیوند بین موتور و اسلحه کردند.
از سال ۱۹۱۸ تا اواسط دهه ۱۹۳۰، تسلیحات استاندارد یک جنگنده دو اسلحه هماهنگ‌شده با کالیبر مسلسل سبک بود که از میان تیغه‌های ملخ رو به جلو شلیک می‌کردند. با این وجود در اواخر دهه ۱۹۳۰ نقش اصلی این جنگنده‌ها به‌طور فزاینده ای مقابله با بمب‌افکن‌های بزرگ و تمام فلزی به حساب می‌آمد که تسلیحات «سنتی» سبک آن‌ها بدین منظور کافی نبود.
از آنجایی که استفاده از بیش از یک یا دو قبضه مسلسل در فضای محدود موجود در جلوی بدنه هواگرد تک‌موتوره غیرممکن بود، نصب تسلیحات روی بال‌ها که مسیر شلیک آن‌ها خارج از محل چرخش ملخ بود، افزایش پیدا کرد. استفاده از این طراحی تا حدودی ثمر بخش بود اما استفاده از ابزار هماهنگ‌ساز تا ظهور پیشرانه‌های جت و عدم وجود ملخ در آن‌ها که با مسلسل هماهنگ شود، متوقف نشد.